# Шотландский монастырь (Вена)
«Шотландский» монастырь в Вене (нем. Schottenstift, полное название нем. Benediktinerabtei unserer Lieben Frau zu den Schotten, Бенедиктинское аббатство нашей возлюбленной Матери при шотландцах) — католический мужской монастырь на площади Фрайунг в центральной части Вены, основанный в 1155 году.

## История
В этом году Генрих II (герцог Австрии) поселил в Вене монахов, прибывших из «шотландского» монастыря св. Иакова в Регенсбурге. Основание монастыря было связано с переносом герцогской столицы из Клостернойбурга в Вену; герцогу было необходимо присутствие грамотных советников.
«Шотландские» монастыри было бы правильнее именовать ирландскими — именно ирландские монахи прославились миссионерством в центральной Европе и основали там обители (ирландец св. Коломан в 1244—1663 считался покровителем Австрии). Ирландия на средневековой латыни именовалась Scotia Major (Великая Шотландия), и основанные ирландцами обители по сей день известны как «шотландские».
В 1160—1200 «шотландцы» выстроили первую церковь в романском стиле, где и был в 1177 похоронен Генрих II; в то время участок находился вне городских стен. Эта церковь сгорела в 1276 году. В 1365 «шотландцы» стояли у истоков Венского университета. В 1418 Альбрехт II (король Германии) отобрал монастырь у «шотландцев» и передал его бенедиктинцам, но название сохранилось по сей день.

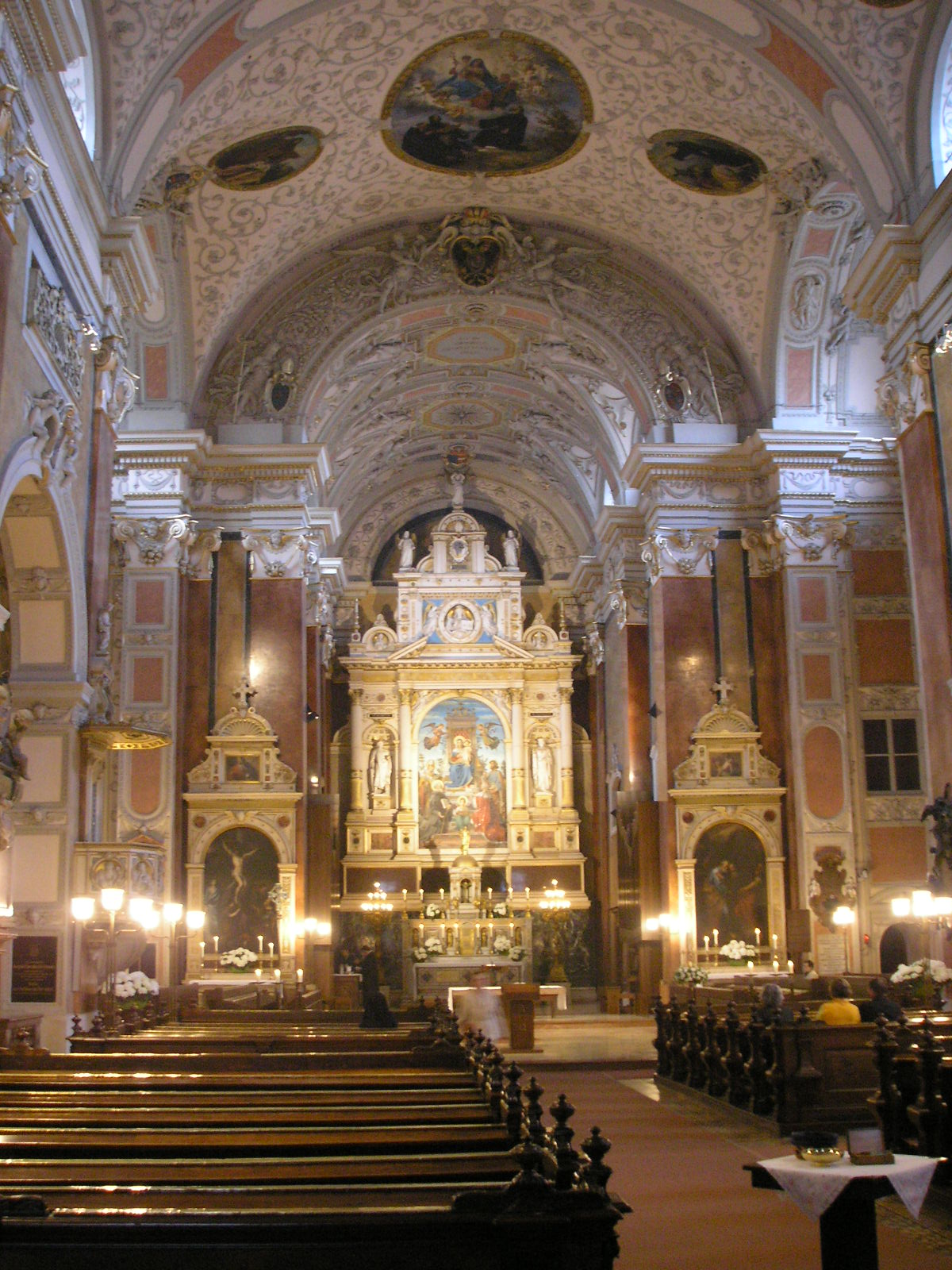
Интерьер церкви

В 1638 церковь опять сгорела — от удара молнии. Новый, сохранившийся, комплекс монастыря выстроили архитекторы Андреа д’Аллио (младший) и Сильвестро Карлоне, алтарь вырезал Иоахим фон Зандрарт. Сохранился и старый алтарь 1470 года, любопытный не только как образец готики, но и как свидетельство того, какой была Вена XV века (на алтаре изображены виды города). Органистом собора был композитор Иоганн Фукс. Впоследствии неоднократно возникали проекты надстройки двух башен монастырской церкви, но ни один не был реализован.
В 1773—1774 архитектор Андреас Зах выстроил новый дом для школы и приората, который за свою внешность получил имя «дом-комод» (нем. Schubladkastenhaus). В 1825 году был выстроен фонтан «Чёрной Богоматери» (нем. Schwarze Muttergottes).
C 2005 года в здании монастыря возобновлена музейная экспозиция.